# منتخب الولايات المتحدة لكرة الطائرة
منتخب الولايات المتحدة لكرة الطائرة (بالإنجليزية: United States men's national volleyball team)‏ هو ممثل الولايات المتحدة الرسمي في المنافسات الدولية في كرة طائرة في فئة كرة الطائرة للرجال
.